# Stevns Klint
Stevns Klint is een reeks kliffen van krijtgesteente gelegen in de Deense gemeente Stevns in de regio en op het eiland Seeland. De krijtrotsen met een lengte van 14,5 km en hoogtes tot 40 m vormen de kuststrook van het eiland met de Oostzee, grenzend  aan de zuidelijke ingang van de Sont.
De klif toont secties van het jongste gedeelte van het Maastrichtien en de oudste tijden van het Danien met tussenliggend de Krijt-Paleogeengrens zichtbaar door een sedimentlaag met iridium, vaak aangeduid als de iridiumanomalie.
Stevns Klint werd in 2014 opgenomen op de Werelderfgoedlijst van UNESCO. Het pad Stevns Klint Trampesti loopt langs de kliffen.

## Fort van Stevns
In 1953 in volle Koude Oorlog werd in het krijtgesteente in het grootste geheim door de Deense overheid een ondergronds fort (Deens: Stevnsfortet) uitgebouwd met 1,6 km gangen waarin commandocentra, leefkwartieren, munitiedepots en zelfs een ziekenhuis en een kapel waren ingericht. Het hele fort bevond zich 18 tot 20 meter onder de oppervlakte. De afzettingen van Bryozoa in het krijt maken dat de krijtrotsen een hoge resistentie hadden tegen de kracht van conventionele en nucleaire wapens. Het fort was in gebruik tot 2000. In 2008 werd het fort van Stevns voor het publiek opengesteld als Koude Oorlog-museum.

## Galerij

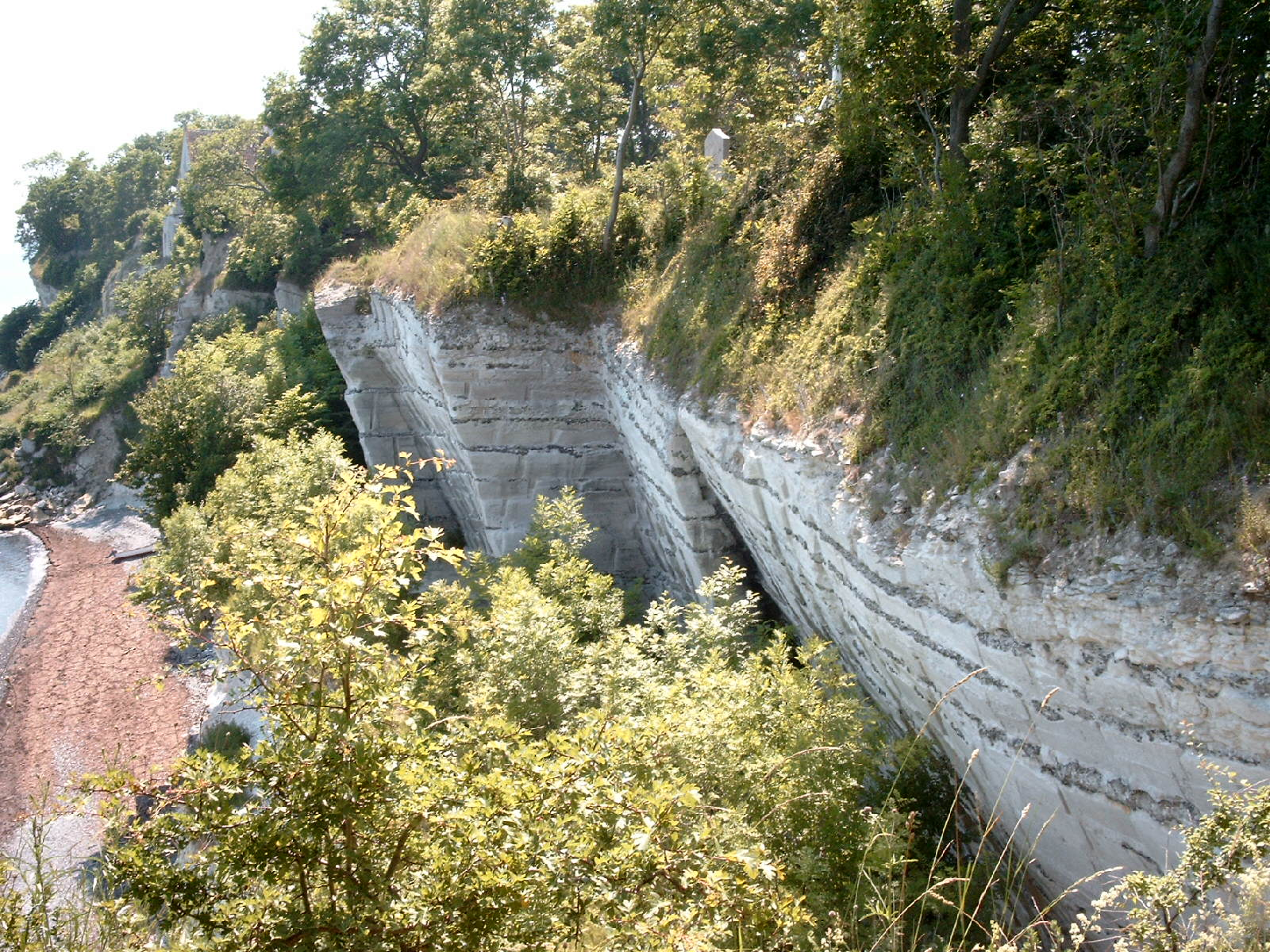
Detailfoto van Stevns Klint
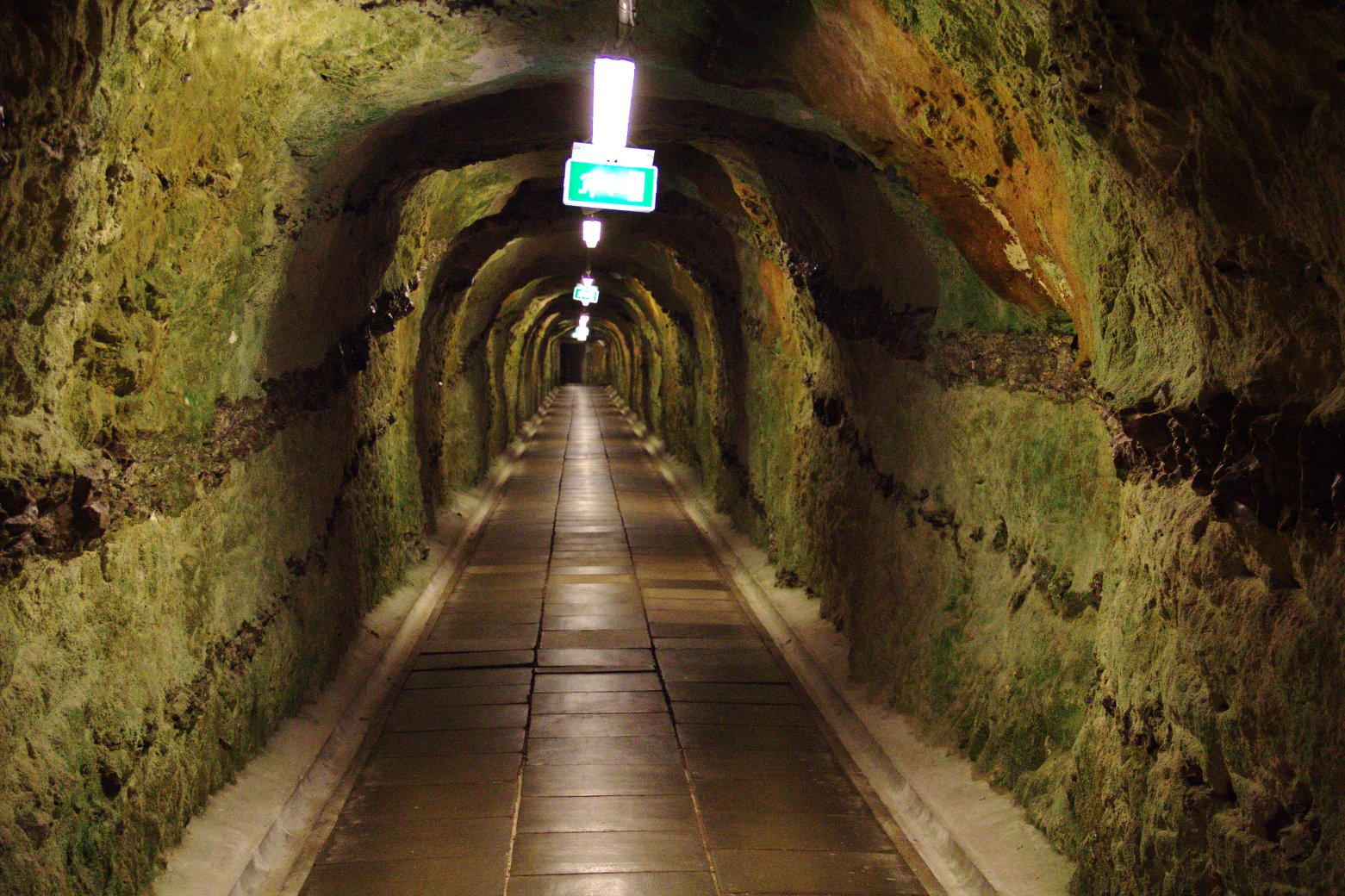
Stevnsfortet uitgegraven onder Stevns Klint

 Denemarken: Grafheuvels, runenstenen en kerk van Jelling · Kathedraal van Roskilde · Kasteel Kronborg · Waddenzee · Stevns Klint · Moravische kerknederzetting Christiansfeld · Par force-jachtlandschap in Noord-Seeland · Ringwalburchten uit de Vikingtijd

 Groenland: IJsfjord van Ilulissat · Kujataa: Noordse en Inuitlandbouw aan de rand van de ijskap · Inuit-jachtgebieden van Aasivissuit-Nipisat